# Adamów (gemeente in powiat Łukowski)
De gemeente Adamów is een landgemeente in het Poolse woiwodschap Lublin, in powiat Łukowski.
De zetel van de gemeente is in Adamów.
Op 30 juni 2004 telde de gemeente 5815 inwoners.

## Oppervlakte gegevens
In 2002 bedroeg de totale oppervlakte van gemeente Adamów 98,89 km², waarvan:
- agrarisch gebied: 63%
- bossen: 31%

De gemeente beslaat 7,09% van de totale oppervlakte van de powiat.

## Demografie
Stand op 30 juni 2004:
| Omschrijving                   | Totaal | Totaal | Vrouwen | Vrouwen | Mannen | Mannen |
| ------------------------------ | ------ | ------ | ------- | ------- | ------ | ------ |
| eenheid                        | aantal | %      | aantal  | %       | aantal | %      |
| inwoners                       | 5815   | 100    | 2938    | 50,5    | 2877   | 49,5   |
| bevolkingsdichtheid (inw./km²) | 58,8   | 58,8   | 29,7    | 29,7    | 29,1   | 29,1   |

In 2002 bedroeg het gemiddelde inkomen per inwoner 1602,6 zł.

## Administratieve plaatsen (sołectwo)
Adamów (sołectwa: Adamów I en Adamów II), Budziska, Dąbrówka, Ferdynandów, Gułów, Helenów, Hordzieżka, Kalinowy Dół, Konorzatka, Lipiny, Sobiska, Turzystwo, Władysławów, Wola Gułowska, Zakępie, Żurawiec.
Zonder de status sołectwo : Natalin.

## Aangrenzende gemeenten
Jeziorzany, Krzywda, Nowodwór, Serokomla, Ułęż, Wojcieszków